# Битка код Каскара
Битка код Каскара (арапски: معركة كسكر‎) водила се између снага Рашидунског калифата и Сасанидског царства у модерном Ираку. Након битке код Намарака, поражени персијски племић и гувернер Каскара, Нарси, побегао назад на своје имање у покушају да спасе свој живот. Међутим, муслимани су убрзо кренули ка његовом имању, а Нарси је кренуо да га брани. Његовим боковима управљали су његови синови Вистахм, Виндуји и Тируиј. Ростам Фарохзад, још један персијски племић, такође је послао заповједника Галинија да помогне Нарсију, али он није стигао на време. У одлучујућој бици Нарси је био потпуно поражен, међутим он и његови заповеници успели су да побегну. Галиније се убрзо након тога сусрео и са муслиманским снагама, али је и он поражен.